# Lee J. Cobb
Lee J. Cobb, właśc. Leo Jacob (ur. 8 grudnia 1911 w Nowym Jorku, zm. 11 lutego 1976 w Los Angeles) – amerykański aktor filmowy, teatralny i telewizyjny, dwukrotnie nominowany do Oscara za role drugoplanowe w filmach: Na nabrzeżach (1954) oraz Bracia Karamazow (1958); dwukrotnie nominowany do Złotego Globu dla najlepszego aktora drugoplanowego oraz trzykrotnie nominowany do nagrody Primetime Emmy.
Występował jako Johnny Friendly w Na nabrzeżach, jeden z dwunastu gniewnych ludzi, detektyw Kinderman z Egzorcysty oraz Will Loman, protagonista w sztuce Śmierć komiwojażera Arthura Millera. W swojej karierze filmowej, jak i teatralnej grał przede wszystkim znacznie starszych od siebie bohaterów drugiego planu.

## Życiorys

### Młodość
Urodził się jako Leo Jacob 8 grudnia 1911 roku będąc jednym z piątki dzieci Benjamina (Benziona) Jacoba i Kate Neilecht, żydowskich imigrantów z Rosji. Troje z rodzeństwa zmarło w młodym wieku; chłopiec, który urodził się przed Leo, zmarł z powodu zapalenia wyrostka robaczkowego. Drugi z braci zmarł w 1922 roku po potrąceniu przez ciężarówkę; siostra zmarła w trakcie porodu. Ostatni z rodzeństwa, Norman, urodził się 29 grudnia 1922.
Benjamin, ojciec Leo, po krótkim pobycie w redakcji „The New York Times” w 1909 roku znalazł pracę jako zecer w „Jewish Daily Forward”, gdzie spędził kolejne 50 lat. Benjamin uważał siebie za Żyda w ujęciu kulturowym, nie religijnym, przez co nie spędzał czasu w lokalnych synagogach. „Nikt nie był bardziej zainteresowany żydowską tożsamością i historią niż mój ojciec”, wspominał Norman, młodszy brat Leo. W trakcie swojej kariery Benjamin napisał ponad 200 artykułów w jidysz opublikowanych przez jego gazetę. „Był intelektualistą, wciąż czytającym książki i gazety”, mówił Norman.
Dorastał na Wilkins Avenue we wschodnim Bronksie. Mieszkali tam głównie Żydzi, z niewielką liczbą Włochów, Niemców i Irlandczyków. Jidysz był tam czymś w rodzaju lingua franca, językiem używanym potocznie przez tamtejszych mieszkańców. Był on również podstawowym językiem Leo nawet wtedy, gdy już uczęszczał do szkoły podstawowej. Dopiero kolejne były języki angielski i hebrajski. Leo był muzycznie utalentowanym chłopcem. W młodości grał na skrzypcach i na harmonijce. W 1920 roku kilka gazet ze wschodniego wybrzeża sponsorowało konkursy na rzecz sierot, które straciły rodziców w pożarze fabryki należącej do Triangle Waist Company, 25 marca 1911 roku. 9-letni Leo Jacob wygrał jeden z takich konkursów.
Rodzice chcieli by Leo uczył się księgowości, natomiast on pragnął zostać inżynierem lotniczym. Myśląc że zawód ten wiąże się z lataniem i tym samym z niebezpieczeństwem, zabronili mu kształcenia się w tym kierunku. Kompromisem było aktorstwo; Leo zaproponował rodzicom, że wybierze się do Hollywood, a w przypadku braku osiągnięć w ciągu 6 miesięcy powróciłby do Nowego Jorku i rozpocząłby naukę księgowości – ojciec z ulgą przyjął tę propozycję. Po początkowych niepowodzeniach wrócił na krótko do Nowego Jorku gdzie uczęszczał na wieczorowe kursy księgowości, a za dnia sprzedawał lampy elektronowe. Zrezygnowany ojciec w związku z wielkimi ambicjami syna postanowił poszukać z nim nowego nazwiska scenicznego, ponieważ „Jacob brzmiało zbyt żydowsko” – wybór padł na Lee J. Cobb.

### Lata 30. Kariera w teatrze

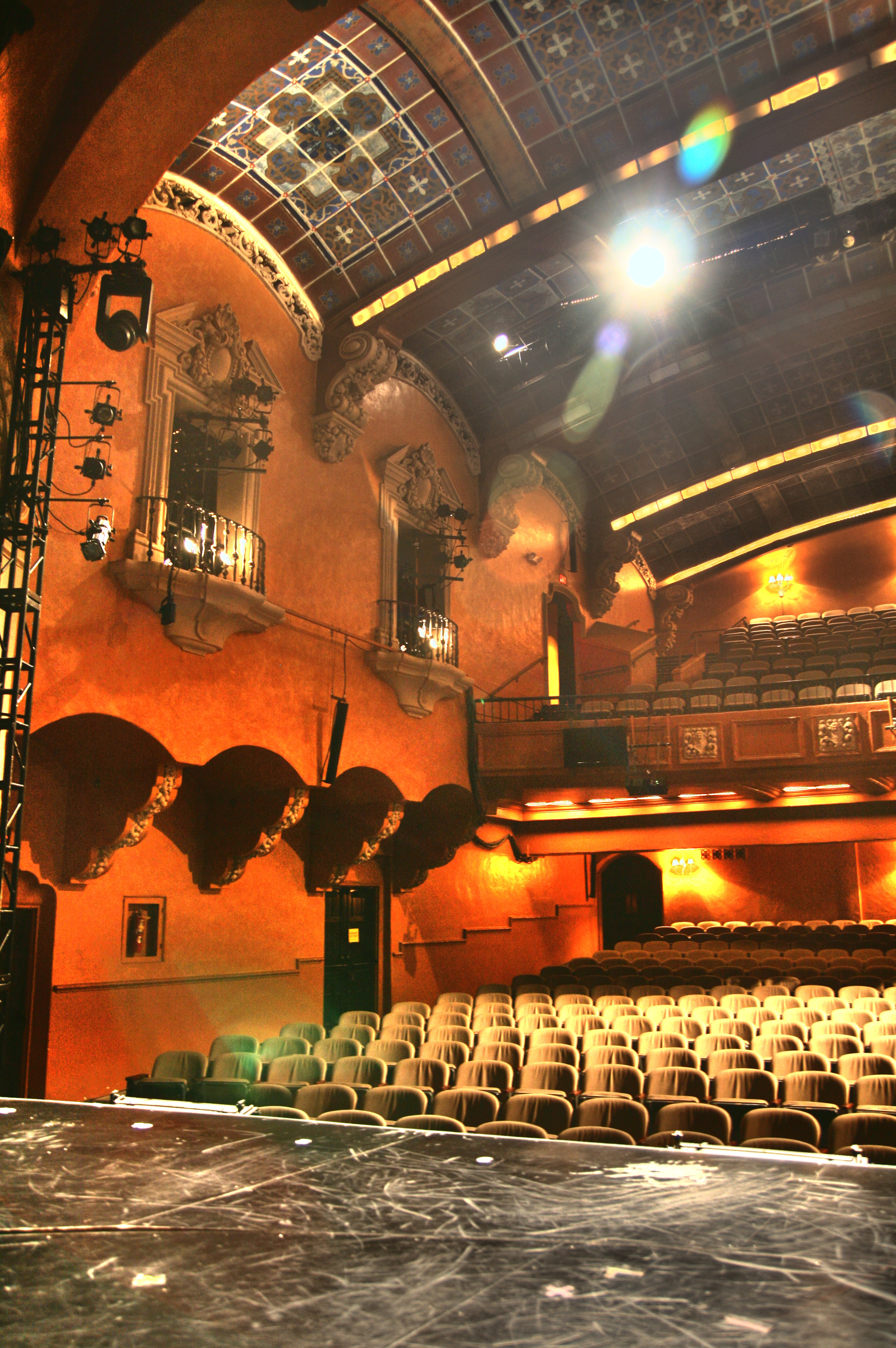
Widok na widownię Pasadena Playhouse, gdzie występował Cobb

Na deskach teatru Cobb zadebiutował 26 lipca 1932 roku w Pasadena Playhouse w Kalifornii. Wystąpił w sztuce Peer Gynt gdzie zagrał ojca Solveiga. Chociaż wtedy jako dwudziestojednolatek jeszcze tego nie wiedział, rola ta stała się wzorcem wykorzystywanym przez znaczną część jego kariery, w czasie której grał postacie o dekady starsze od siebie samego. W teatrze zagrał między innymi Cromwella w sztuce Henryk VIII, Horacego w Hamlecie, sędziego w Volpone, Heroda w Salome, Doktora Coutras’a w Księżycu i miedziaku i Jacoba Engstranda w Upiorach. Podjął się również reżyserowania sztuki Angels and Pitchforks, która nie okazała się sukcesem i o której mało kto słyszał. Ostatnim występem Cobba w Playhouse w lipcu 1934 była główna rola Trampasa w Wirgińczyku. Z pracy w teatrze wyniknęły też inne korzyści; tam dowiedział się o rekrutacji przeprowadzanej przez Universal Studios. Studio szukało aktorów do małych ról do serialu The Vanishing Shadow. Cobb otrzymał rolę kierownika robót drogowych w dwunastoodcinkowej opowieści o synu, który szukał zemsty na mordercy swojego ojca.

#### „Group Theatre”
Od ostatniego pobytu Cobba w Nowym Jorku w mieście zaszły duże zmiany; wielki kryzys odcisnął swoje piętno na największym mieście kraju. Po dobrych latach dla rodziny Cobba mogła się ona wyprowadzić z Wilkins Avenue do domu dwurodzinnego niedaleko Adee Avenue, a następnie do apartamentu z windą przy Second Avenue na Manhattanie. Kryzys gospodarczy zmusił jego ojca do złożenia wniosku o ogłoszenie upadłości. Dorywczą pracą Cobb pomagał spłacać rodzinne rachunki. Zdobyte doświadczenie na deskach teatru pozwoliło mu znaleźć pracę w radio. Gdy przebywał na zachodnim wybrzeżu, w rodzinnym mieście powstał szybko rozrastający się teatr. Działała tam sympatyzująca z komunistami „Group Theatre” z aktorami, reżyserami, scenarzystami i producentami kształcącymi się metodą Stanisławskiego. Cobb, jako syn wieloletniego członka związku zawodowego, idealnie do niej pasował, wkrótce będąc przez nią zrekrutowany. Jego nowojorski debiut odbył się w styczniu 1935 roku kiedy zagrał małą rolę w adaptacji „Zbrodni i kary” Dostojewskiego. Wystąpił również jako detektyw w Till the Day I Die Clifforda Odetsa. Mała rola faszystowskiego prawnika w Bitter Stream, adaptacji Fontamary Ignazio Silone, nie zwróciła uwagi krytyków na Cobba. Cobb był bardzo użytecznym członkiem obsady; w adaptacji powieści Przygody dobrego wojaka Szwejka zagrał trzy role, w tym lekarza i francuskiego wojskowego. Ostatnim dziełem, w którym zagrał był musical Johnny Johnson. W trakcie jego produkcji dochodziło do kłótni i podziałów między współzałożycielami: Cheryl Crawford i Lee Strasberg z jednej strony i Haroldem Clurmanem z drugiej, co z kolei doprowadziło do wyjazdu Clurmana, Clifforda Odetsa i Luthera Adlera do Hollywood.

### Dalszy rozwój w teatrze i początki w filmie
By utrzymać finansowo grupę Crawford była zmuszona wypożyczyć aktorów do produkcji z całego kraju. Walter Wanger, który w Hollywood pracował od wczesnej ery kina niemego, ze znajomościami z gwiazdami od Rudolpha Valentino (Szejk) i Grety Garbo (Królowa Krystyna) po Braci Marx (Orzechy kokosowe), był idealnym partnerem do interesów. Pominięty przy doborze obsady do Castles in the Air (którego realizacja nie doszła do skutku), Cobb został wypożyczony przez Wangera do zagrania w dwóch westernach i komedii muzycznej. W pierwszym z filmów, North of the Rio Grande, Cobb zaprezentował się jako kierownik kolei, który potrzebuje pomocy Hopalonga Cassidy’ego z bandytami próbującymi się go pozbyć. W Rustlers’ Valley (reż. Nate Watt) zagrał czarny charakter – prawnika próbującego położyć swoje lepkie ręce na ranczo należącym do przyjaciela głównego bohatera. W komedii Kalif Bagdadu (reż. David Butler), z Eddiem Cantorem w roli głównej, Cobb został obsadzony w roli rdzennego Araba.

#### Złoty chłopiec
Kłopoty finansowe zmusiły do rezygnacji z kierowania grupą najpierw przez Crawford, a tydzień później przez Strasberga. Mimo to aktorzy z „Group Theatre” czekali na Clurmana, którego na Central Station przyjęto jak „bohatera wracającego z wygnania”. W 1937 roku Clurman wyreżyserował sztukę Złoty chłopiec. Cobb zagrał przyjaciela ojca głównego bohatera. Przy obsadzaniu roli głównej pojawiły się kontrowersje; początkowo rozdartego młodego mężczyznę, który musiał wybierać między karierą wiolonczelisty a profesjonalnego boksera, miał zagrać John Garfield. Ostatecznie Clurman wybrał 34-letniego Adlera, nijak fizycznością przekonującego do roli boksera. Sztuka okazała się na tyle dużym sukcesem, że była wystawiana na deskach teatru w Londynie.

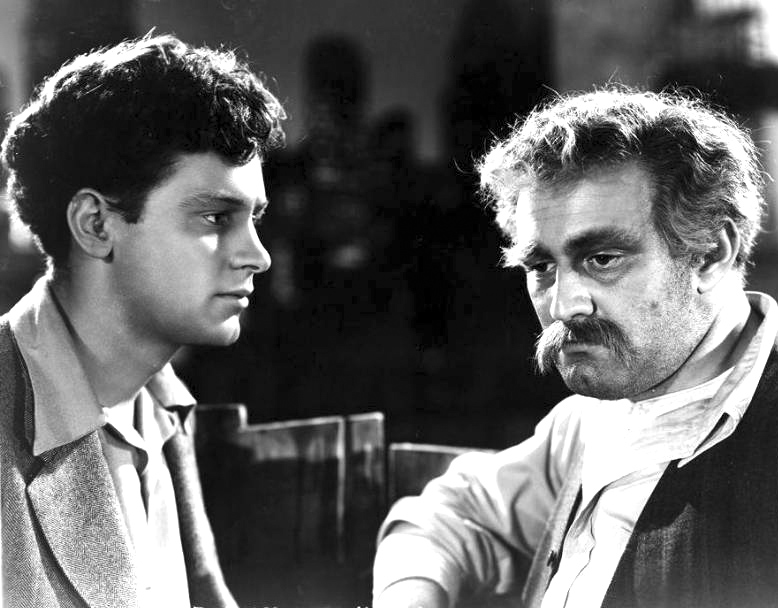
William Holden i Lee J. Cobb w Złotym chłopcu (1939)

W Europie poznał aktorkę Helen Beverley, która promowała swój film Grine Felder (reż. Edgar G. Ulmer i Jacob Ben-Ami) (para wzięła ślub 6 lutego 1940 roku). W 1938 roku grupa wróciła do Nowego Jorku a Clurman rozpoczął pracę nad sztuką Rocket to the Moon. Do grania zostali zaangażowani Luther Adler oraz Morris Carnovsky, który w sztuce Złoty chłopiec zagrał ojca głównego bohatera. Zakończyło się to wymierną korzyścią dla Cobba – przy obsadzaniu ról do kolejnej trasy ze Złotym chłopcem  przydzielono mu postać ojca głównego bohatera. W międzyczasie zagrał również w niskobudżetowym Danger on the Air, odtwarzając rolę włoskiego imigranta będącego dozorcą w stacji radiowej, który jest podejrzewany o morderstwo, a ostatecznie kończy jako ofiara. Po zakończeniu trasy Złotego chłopca został członkiem obsady The Gentle People: A Brooklyn Fable Irwina Shawa. Sztuka zebrała słabe recenzje z jednym wyjątkiem: „przez cały wieczór głównie skupiał na sobie uwagę Cobb grając zupełnie niepowiązaną postać bankruta w tureckiej łaźni”, ocenił Richard Lockridge z „The New York Sun”. „New York Post” zgadza się z pozytywną oceną gry Cobba i dodaje, że jest on „donośnie wiarygodny”.
W ekranizacji Złotego chłopca (reż. Rouben Mamoulian), ponownie został obsadzony w roli wąsatego pana Bonaparte, ojca głównego bohatera, w którego wcielił się debiutujący na ekranie William Holden. W roli Lorny wystąpiła Barbara Stanwyck. Premiera odbyła się 15 września 1939 roku z recenzjami obojętnymi, poniżej oczekiwań. W 1939 roku wystąpił w ostatniej sztuce „Group Theatre” – Thunder Rock Roberta Ardreya w reżyserii Elii Kazana. Miała ona postawić trupę na nogi. Przesłuchania rozpoczęły się w czasie rosnącego napięcia w Europie. Trupa przekonana, że od wojny dzielą ich tylko tygodnie, postanowili otworzyć sztukę tak szybko, jak tylko to było możliwe. Wypełniona politycznymi odniesieniami do rodzącego się konfliktu w Europie okazała się fiaskiem i została zdjęta z afisza po 23 występach, a niedługo później „Group Theatre” przestała istnieć.
W marcu 1940 roku wystąpił w sztuce Benjamina Glazera będącą adaptacją piątej kolumny Hemingwaya. Zagrał Maxa, niemieckiego wieśniaka nienawidzącego hitlerowców, u boku m.in. Franchota Tone’a i Katherine Locke. Recenzje w przeważającej części były negatywne. Kilku krytyków oceniło, że sztuka za bardzo odbiegała od książki. Mimo związania kontraktem Hemingway odcinał się od adaptacji Glazera. Alvah Bessie pozytywnie ocenił występ Cobba, pisząc na łamach lewicującego magazynu „The New Masses”, że jego występ „był nieskalany, oszałamiający, dostojny i rozdzierający serce”. Przed rozwiązaniem kontraktu z Wangerem zagrał jeszcze Jerry’ego Wilenskiego, wielkodusznego cieślę w reżyserowanej przez Strasberga sztuce Clash by Night napisanej przez Clifforda Odetsa.

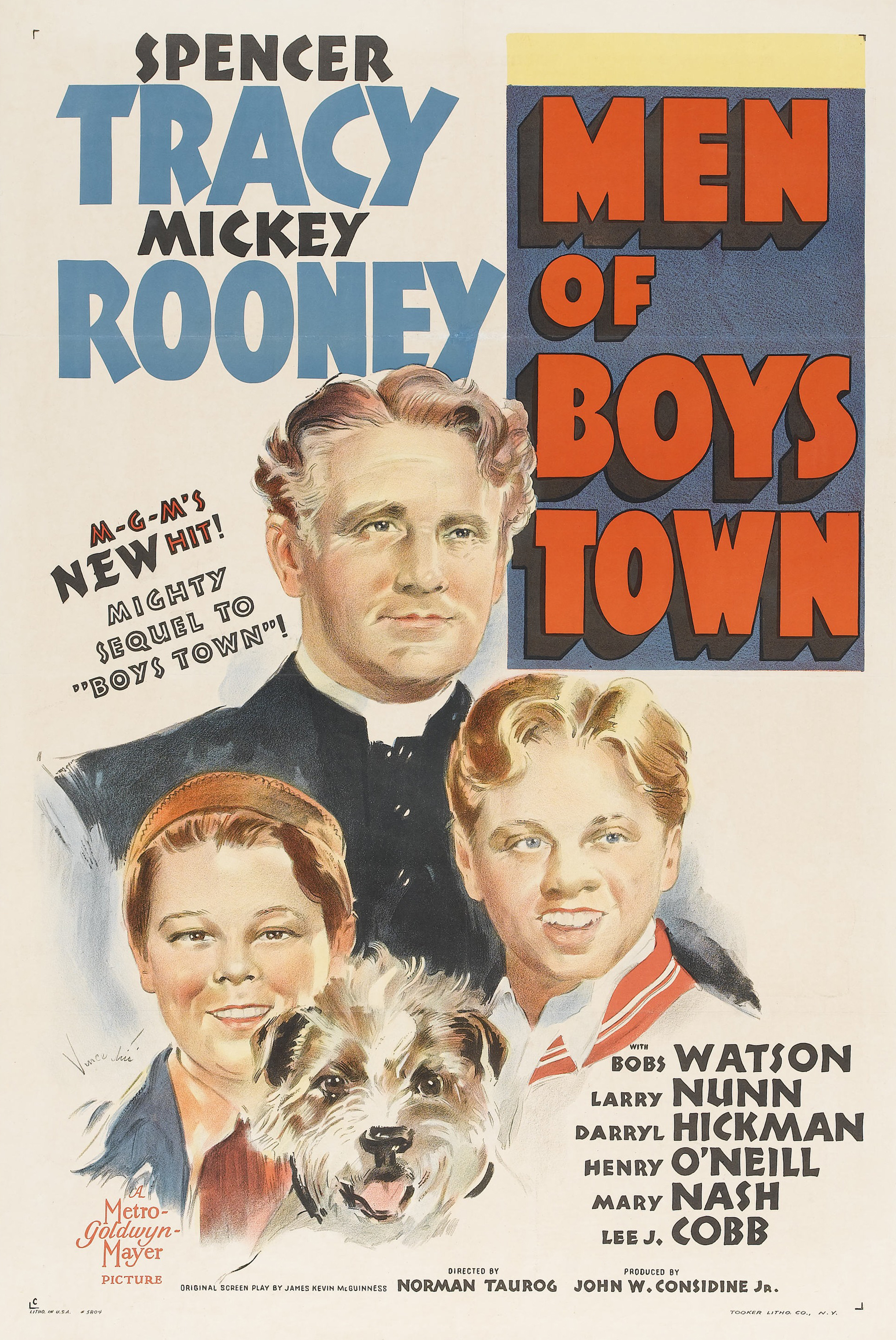
Plakat Men of Boys Town (1941)

### Lata 40. Hollywood
Jako wolny agent Cobb przeprowadził się wraz z Beverley do Los Angeles. W czasie odgrywania sztuk piątej kolumny i Clash by Night aktor wystąpił też w 3 filmach dla 3 różnych wytwórni filmowych. W pierwszym z nich zagrał dla Columbia Pictures w produkcji zatytułowanej This Thing Called Love (reż. Alexander Hall). Wcielił się w będącego etnicznym stereotypem Peruwiańczyka Julio, obciążonego gromadą dzieci. Drugim dziełem był Men of Boys Town (reż. Norman Taurog), sequel nagrodzonego dwiema nagrodami Akademii Filmowej Miasta chłopców. Cobb odegrał rolę Dave’a Morrisa, właściciela lombardu i przyjaciela ojca Flanagana (Spencer Tracy). Najlepszym z trzech filmów była produkcja Universal Pictures zatytułowana Paris Calling (reż. Edwin L. Marin), pierwszy z kilku dramatów wojennych, w których w następnych kilku latach wystąpi Cobb. Wcielił się w rolę nazistowskiego generała próbującego pozbyć się francuskiego podziemia. Obraz zebrał głównie pozytywne recenzje.

#### „Actors’ Laboratory Theatre”
Od zakończenia działalności przez „Group Theatre” byli członkowie kilkakrotnie próbowali odtworzyć zespół teatralny. Najbardziej obiecującą próbą był „Dollar Top” z Nowego Jorku, jednak braki finansowe zmusiły do porzucenia inicjatywy jeszcze przed rozpoczęciem jakiejkolwiek produkcji. Znacznie większym sukcesem mógł się pochwalić „Actors' Laboratory Theatre” z Los Angeles, założony m.in. przez Romana Bohnena, Morrisa Carnovsky’ego, J. Edwarda Bromberga oraz innych artystów, którzy przenieśli się na zachód w poszukiwaniu pracy. Było to pierwsze ważne centrum rozpowszechniania nauki Stanisławskiego w Kalifornii.
Po miesiącach prywatnych lekcji latania, Cobb w 1943 roku zgłosił się na ochotnika do United States Army Air Corps by zdobyć licencję pilota. 13 kwietnia 1943 po raz pierwszy został ojcem, gdy urodził się Vincent. W tym roku wystąpił również w 4 produkcjach filmowych, z czego w trzech odgrywał rolę Europejczyka, a jeden był westernem. W pierwszym z czterech obrazów, Tonight We Raid Calais (reż. John Brahm), Cobb zagrał chłopa we Francji pomagającego brytyjskiemu agentowi oznaczyć nazistowską fabrykę aby ułatwić jej zniszczenie przez RAF. W Buckskin Frontier (reż. Lesley Selander) został właścicielem wagonów towarowych próbującym powstrzymać kolejarza (w tej roli Richard Dix) w walce o kluczowy odcinek kolejowy. W The Moon Is Down (reż. Irving Pichel), będącym adaptacją powieści Księżyc zaszedł Johna Steinbecka, wcielił się w rolę norweskiego lekarza w kolejnej opowieści o walce z nazistowskim okupantem. Według Bosleya Crowthera z „The New York Times”, film ten „może być prawdziwym obrazem Norwegii i jej mieszkańców, ale nie udaje mu się wzniecić ognia, zrodzić pasji. Pozostawia uczucie dumy, ale też smutku”. Ostatnim filmem Cobba w 1943 roku był dramat biograficzny Pieśń o Bernadette (reż. Henry King), wokół którego zrobiono wrzawę tak przesadnie dużą, z jaką do tamtej pory Cobb się jeszcze nie spotkał. Bazujący na bestsellerowej powieści Franza Werfela o tej samej nazwie obraz otrzymał 4 nagrody Akademii Filmowej. Pod koniec 1943 roku najpierw zagrał w sztuce Winged Victory Mossa Harta, a w 1944 w jej ekranizacji. Sztuka przedstawiała aspekty życia w lotnictwie, mając na celu podniesienie morale Amerykanów oraz zebranie pieniędzy na fundusz Army Emergency Relief. Nawet mundur nie pozwolił zagrać Cobbowi roli innej, niż dla niego typowa – wcielił się w rolę doktora, ponownie starszego od siebie samego. Zarówno sztuka, jak i film były kasowymi sukcesami.

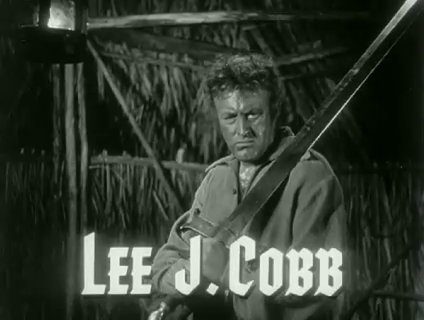
Cobb jako Juan Garcia w Szpadzie Kastylii (1947)

Po honorowym zwolnieniu ze służby w United States Army Air Corps Cobb przedłużył kontrakt ze studiem 20th Century Fox na kilka kolejnych produkcji, lecz nie na wyłączność. Pierwsze trzy filmy po wojnie powstały przy współpracy z reżyserami będącymi przedmiotem w antykomunistycznych „polowaniach na czarownice”, które przytłoczyły Hollywood pod koniec lat 40. i przez lata 50. Współpraca Cobba z Johnem Cromwellem, dobrym przyjacielem Elii Kazana, nie przeszła niezauważona przez polityków zdeterminowanych do oczyszczenia Kalifornii z lewicowców – niezależnie od tego, czy byli komunistami, czy nie. Pierwszy z obrazów, Anna i król Syjamu (reż. John Cromwell), był adaptacją powieści Margaret Landon o tej samej nazwie. Cobb ponownie musiał mieć nałożony mocny makijaż, tym razem jako syjamski pełnomocnik króla. Bosley Crowther z „The New York Times” recenzując obraz pisze, że Lee J. Cobb, Mikhail Rasumny i Rex Harrison „wnoszą jakość, która sprawia, że film ten jest wart obejrzenia”. Drugim z filmów był kryminał Bumerang w reżyserii Elii Kazana. Fabuła filmu opierała się na prawdziwych wydarzeniach – morderstwie popularnego księdza w małym miasteczku w Connecticut. Rola upartego komendanta policji była najbardziej przekonywającą w dotychczasowej karierze Cobba. U jego boku wystąpili m.in. Arthur Kennedy, Karl Malden, Jane Wyatt i Dana Andrews w roli głównej. Według krytyka filmowego Philipa Frencha Bumerang „przygotował drogę” do stworzenia Dwunastu gniewnych ludzi. Kolejnym obrazem Lee z 1947 roku był film noir Johnny O’Clock Roberta Rossena. Według krytyka filmowego Bosleya Crowthera, Cobb „ponownie w zręczny sposób zagrał zmęczonego policjanta, któremu ostatecznie udaje się zamknąć sprawę”.
Ostatnim filmem Cobba w 1947 roku była adaptacja powieści historycznej Samuela Shellabargera Szpada Kastylii (reż. Henry King) o podboju Królestwa Azteków przez Hernána Cortésa. Cobb zagrał pirata Juana Garcię, a jego grę Bosley Crowther z „The New York Times” nazwał „niepoważną”, nie szczędząc gorzkich słów pozostałym członkom obsady. Wiele scen nakręcono w Meksyku. Erupcja wulkanu Popocatépetl, która również została uwieczniona na filmie, znacząco przyczyniła się do opóźnień w produkcji. Ekipa filmowa spędziła na planie ponad 106 dni, z czego 83 w Meksyku. Za triumfalną ścieżkę dźwiękową pasującą do przepychu i otoczenia odpowiadał Alfred Newman. Wszystko to pociągnęło za sobą duże koszty realizacji Szpady Kastylii, które wyniosły około 4,5 miliona dolarów, co „Variety” określiło jako „widoczne na każdym calu materiału”. Krytyk filmowy Emanuel Levy nazywa go „rozrzutnym, ale nudnym historycznym filmem przygodowym”. W filmie wystąpili również m.in. Tyrone Power, John Sutton i Cesar Romero.
Już w 1948 roku kolejny projekt Cobba nie był w najmniejszym stopniu tak uciążliwy jak jego ostatnia produkcja. W opartym na faktach filmie noir Dzwonić Northside 777 (reż. Henry Hathaway) został obsadzony w roli Briana Kelly’ego, redaktora „Chicago Times”, który zatrudnia dziennikarza P.J. McNeala (w tej roli James Stewart) by ten zbadał sprawę morderstwa policjanta sprzed 10 lat. Był to jeden z niewielu filmów, w którym Cobb został przyćmiony w swoich scenach przez kreację innego aktora, w tym przypadku Jamesa Stewarta. W tym samym roku zagrał jeszcze u boku Freda MacMurraya, Alidy Valli i Franka Sinatry w The Miracle of the Bells w reżyserii Irvinga Pichela, oraz w komedii fantasy The Luck of the Irish (reż. Henry Koster) u boku m.in. Tyrone’a Powera, Anne Baxter i Cecila Kellawaya.

#### Złodziejski trakt

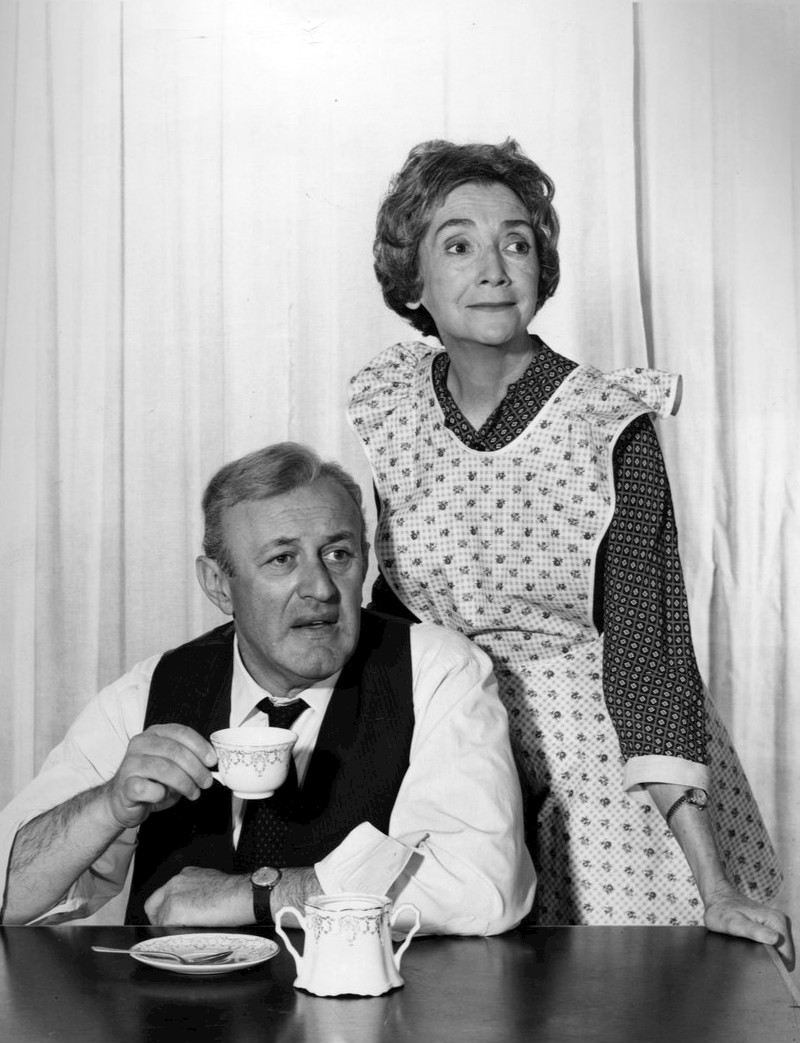
Cobb i Mildred Dunnock w ekranizacji Śmierci komiwojażera (1966)

Przy apogeum czerwonej paniki w Stanach Zjednoczonych Cobbowi zaproponowano rolę w propagandowym antykomunistycznym thrillerze Żelazna kurtyna. Gdy ten odmówił, został zawieszony. Po rozmowie z producentem Darrylem F. Zanuckiem stronom udało się dojść do porozumienia – w efekcie Cobb miał zagrać w jeszcze jednym filmie dla 20th Century Fox by jego zobowiązania wobec studia zostały zniesione. Tym filmem był wyprodukowany w 1949 roku Złodziejski trakt w reżyserii Jules’a Dassin’a na podstawie powieści Thieves’ Market Bezzeridesa. Jeszcze przed wypełnieniem kontraktu dla 20th Century Fox, Cobb ponownie zagrał u boku Williama Holdena w thrillerze psychologicznym The Dark Past (reż. Rudolph Maté) dla wytwórni Columbia Pictures. Obaj aktorzy zdobyli uznanie wśród krytyków „The New York Times”. Złodziejski trakt był jedną z najbardziej udanych produkcji 1949 roku. Bosley Crowther wychwala film; według niego jest to „pierwszorzędny melodramat, który tylko przemija – tak, przemija – będąc genialnym”. „A ten Figlia to prawdziwa perła – grany przez Lee J. Cobba dorasta się na ekranie do pełnowymiarowego, wiarygodnego łotra biznesowego świata” – dodaje krytyk. Nick Schager ze „Slant Magazine” dodaje, że Dassin „owija chłopców z Thieves’ Higway w klaustrofobiczną formę i niebezpieczny mrok, wzmacniając tym samym poczucie grozy”. W filmie Cobb miał okazję zagrać u boku Richarda Conte i Valentiny Cortese.

### Lata 50.

#### Śmierć komiwojażera
W 1950 roku wrócił na deski teatru w roli Willa Lomana, protagonisty w sztuce Śmierć komiwojażera Arthura Millera. Reżyserem został Elia Kazan, automatyczny wybór Millera po ich wcześniejszym sukcesie, jakim była sztuka All My Sons z 1947 roku – produkcja zdobyła dwie Tony Award. Początkowo rolę głównego bohatera mieli zagrać James Cagney, Fredric March, Walter Huston lub Roman Bohnen. Pierwszy z nich był pomysłem Millera, ale ten wybór nie ekscytował Kazana. Reżyser planował na to miejsce zatrudnić Fredrica Marcha, jednak ten odmówił z powodu zmęczenia po kilkumiesięcznym kręceniu Krzysztofa Kolumba (reż. David MacDonald). W próbach z Houstonem Kazan i Miller nie dostrzegli lęku, który uważali za niezbędny dla postaci Lomana. Bohnenowi na przeszkodzie do otrzymania angażu stanęła jego wątła sylwetka, która nie pasowała Kazanowi i Millerowi do ich wyobrażenia o Lomanie. Czym Kazan nie podzielił się z nikim, poza swoją żoną, był fakt, że kopię scenariusza przesłał również Cobbowi, wiedząc jak bardzo jego osoba uosabiająca niepokój którego szukali pasuje charakterem i wyglądem do roli Lomana. Zafascynowany scenariuszem Cobb nie tracąc czasu wyruszył do Nowego Jorku. Tam oznajmił Millerowi: „to moja rola. Nikt inny nie może jej zagrać. Ja znam tego człowieka”. Miller nie był przekonany do czasu, gdy zaobserwował Cobba próbującego bawić się z jego synem: „smutek w jego śmiechu uderzył we mnie, dotknął mnie; to było głęboko przygnębiające i jednocześnie radosne, wszystko to płynące zachwycająco piskliwym barytonem [...] człowiek udający zupełnie swobodnego w świecie, do którego w oczywisty sposób nie pasował, może być poruszający”. W efekcie otrzymał upragnioną rolę. „Arthur Miller napisał znakomity dramat. Z każdego punktu widzenia Śmierć komiwojażera to wspaniały i niezapomniany dramat. Jego styl jest tak prosty a temat tak pewny, że prawie nie wygląda jakby został napisany i zagrany” – Brooks Atkinson z „The New York Times”. Krytyk dodał również, że „pod mistrzowskim kierownictwem Elii Kazana, Lee J. Cobb daje heroiczny występ, a każdy z członków obsady gra jak zainspirowany”.
Kolejnymi produkcjami na wielkim ekranie były: The Man Who Cheated Himself (reż. Felix E. Feist), gdzie Cobb zagrał tytułowego policyjnego detektywa pomagającego uwodzicielskiej kobiecie (Jane Wyatt) zatuszować rzekomo przypadkową zbrodnie jej męża i stara się odsunąć od sprawy jego młodszego brata, niedoświadczonego detektywa (John Dall); chłodno przyjęty Sirocco (reż. Curtis Bernhardt) z Humphreyem Bogartem w roli głównej i Cobbem w roli szlachetnego francuskiego pułkownika; The Family Secret (reż. Henry Levin) z Cobbem w roli prawnika i ojca, którego niedojrzały syn popełnia morderstwo; nakręcony w niecałe 3 tygodnie The Fighter (reż. Herbert Kline) bazujący na opowiadaniu The Mexican Jacka Londona, z Cobbem w roli Durango, przywódcy rewolucji walczącym z armią i western The Tall Texan (reż. Elmo Williams). W przygodowym Yankee Pasha (reż. Joseph Pevney) wcielił się w rolę marokańskiego sułtana, który utrudniał podróżnikowi (Jeff Chandler) ratowanie narzeczonej (Rhonda Fleming) z rąk berberyjskich piratów, a w trójwymiarowym Goryl atakuje (reż. Harmon Jones) został policyjnym detektywem badającym sprawę morderstwa w parku rozrywki, w którym główną atrakcją jest Goliath, największy na świecie goryl.

#### Zeznania przed Komisją ds. Badania Działalności Antyamerykańskiej
Pod koniec lat 40. Komisja ds. Działalności Antyamerykańskiej pod przewodnictwem Johna Parnella Thomasa posądzała część środowiska aktorskiego o sympatyzowanie i sprzyjanie poglądom komunistycznym. 21 marca 1951 roku przed komisją zeznawał Larry Parks – z jego ust padło nazwisko Cobba jako komunisty. Cobb opierał się jej wezwaniom przez 2 lata. W tym okresie liczba występów na wielkim ekranie zdecydowanie zmalała, przez co pojawiły się problemy finansowe. 2 czerwca 1953 roku stawił się przed komisją, potwierdzając że był członkiem Komunistycznej Partii Stanów Zjednoczonych. Cobb podał nazwiska 20 osób jako byłych członków partii.

#### Na nabrzeżach

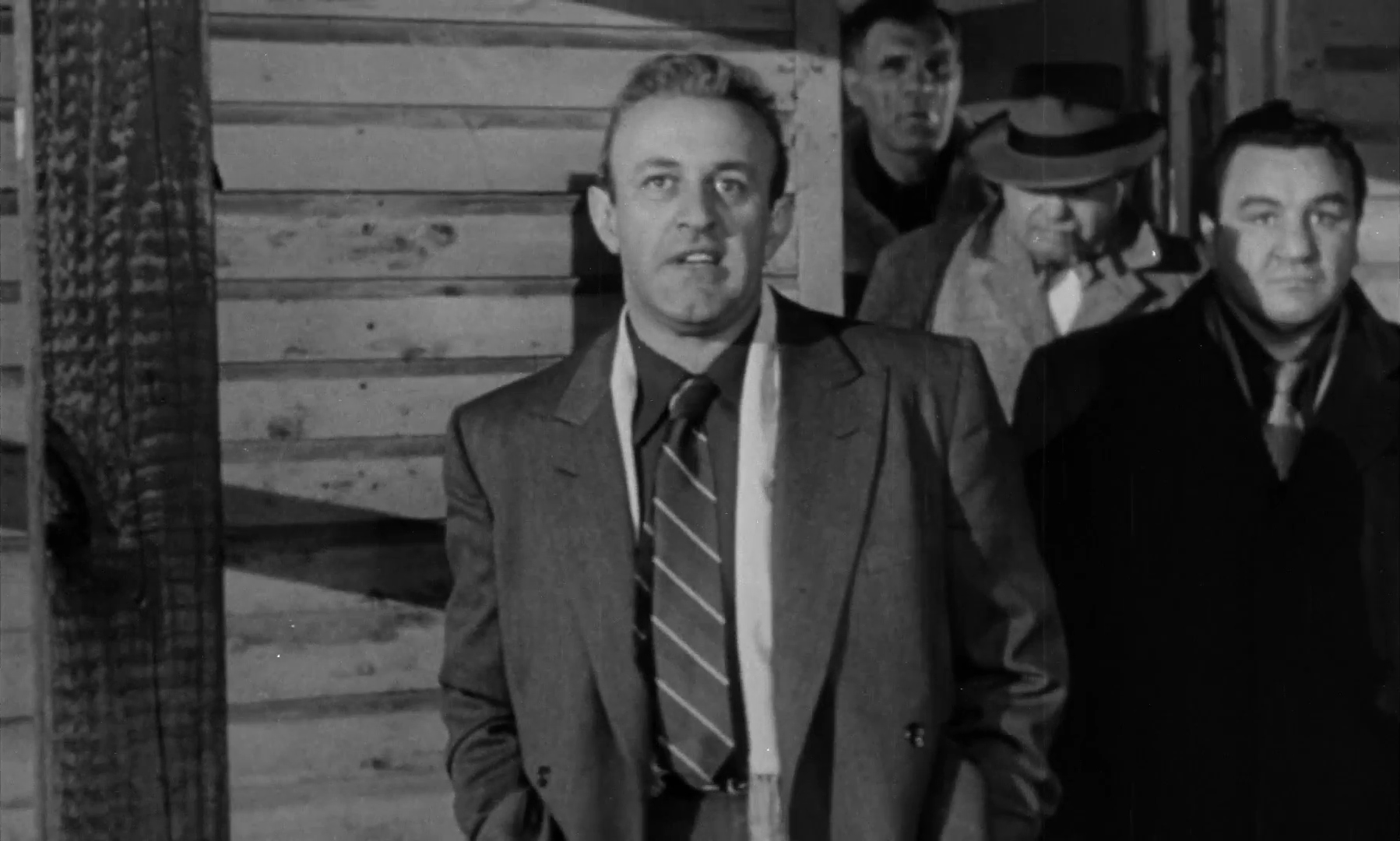
Cobb w Na nabrzeżach (1954)

Współpraca Cobba z Kazanem nie była usłana różami, ale Lee wiedział, że nie mógł sobie pozwolić na odrzucenie roli, która – jak się później okaże – będzie jedną z najważniejszych w jego karierze. Cobb potrzebował pieniędzy i uwagi opinii publicznej, a te mógł mu zapewnić film Kazana – aktor nie brał udziału w wielkiej produkcji od czasów współpracy z Powerem i Stewartem tuż po wojnie i przed wyjazdem na Brodway. W roli głównej wystąpił gwiazdor Hollywood Marlon Brando. Zagrał Terry’ego Malloya, byłego boksera wagi średniej, obecnie portowego tragarza. Cobb wystąpił w roli Johnny’ego Friendly’ego, skorumpowanego szefa związku zawodowego dokerów w nowojorskim porcie, przeciwko któremu sprzeciwia się Malloy. W czasie produkcji członkowie ekipy otrzymywali pogróżki od zorganizowanych grup bandytów chcących powstrzymać film pokazujący korupcję w nowojorskich dokach. Nikt nie był narażony na nie bardziej, niż Cobb i jego odwzorowanie postaci Joe Ryana, ówczesnego prezesa International Longshoremen’s Association. „Zaletą było to, że większość jego scen była wewnątrz, przez co nie musiał przebywać w Hoboken tak często jak Brando i inni […] mimo to Kazan dał mu dodatkową ochronę”, wspominał Tony DiNicola, jeden z dokerów zatrudnionych przy filmie. Dodatkową ochroną Cobba, którzy wystąpili obok niego w większości scen, byli bokserzy Tony Galento, Tami Mauriello i Abe Simon. Czwartym był Roger Donahue, który raz zabił przeciwnika w ringu. Z wyjątkiem Brando, który za angaż miał zarobić 100 tys. dol., zatrudnienie pozostałej obsady nie wiązało się z dużymi kosztami dla producentów: desperacko potrzebujący pracy Cobb (który za film miał otrzymać 5 tys. dol.), początkujący na dużym ekranie Steiger i Saint oraz Malden – solidny, ale nieszczególnie popularny aktor drugoplanowy.
Według Rogera Eberta „Na nabrzeżach było między innymi usprawiedliwieniem decyzji Elii Kazana o zeznawaniu [przed komisją]. W filmie, kiedy szef związku wykrzykuje «doniosłeś na nas, Terry», postać Brando odkrzykuje: «Może stamtąd tak to wygląda, ale teraz stoję tutaj. Przez te wszystkie lata donosiłem na siebie, nawet o tym nie wiedząc». To odzwierciedla przekonanie Kazana, że komunizm był złem, które tymczasowo go uwiodło i musiało zostać powstrzymane”. Według „Variety” Cobb „jako boss doków jest wszechwładny. Wygląda i odgrywa swoją partię szorstko, z arogancją i autorytetem”. Za rolę Johnny’ego Friendly’ego Lee J. Cobb został nominowany do Oscara dla najlepszego aktora drugoplanowego. Według Donalda Deweya dzięki Na nabrzeżach ponownie zostały uchylone przed nim drzwi, które wcześniej zamknęła czarna lista Hollywood. W tym samym roku wystąpił też w kilku produkcjach telewizyjnych.
Kolejne filmy były jednak mniej znane. Zagrał m.in. u boku Kirka Douglasa i Gilberta Rolanda w The Racers (reż. Henry Hathaway). W westernie The Road to Denver (reż. Joseph Kane) został właścicielem saloonu. W 1955 roku zagrał też chińskiego dygnitarza wojennego w Lewej ręce Pana Boga Edwarda Dmytryka, u boku Humphreya Bogarta i Gene Tierney. Film zebrał mieszane recenzje. W tym czasie Arthur Miller zaproponował mu główną rolę w brodwayowskiej sztuce A View from the Bridge. W związku z odmawianiem przez Millera współpracy z komisją, Cobb, obawiając się ponownego stygmatyzowania przez opinię publiczną, nie przyjął oferty.
Podczas kręcenia The Houston Story (reż. William Castle) przywiązywanie niewielkiej uwagi do swojego trybu życia dało o sobie znać Cobbowi. „Houston w sierpniu jest nie do zniesienia – zwłaszcza podczas zdjęć na polu naftowym. Wilgotność była uciążliwa. Nawet bez wyczerpanej gwiazdy ujęcie walki na polu naftowym było wystarczająco trudne. Cobb był blady i wymizerowany. Coś było nie tak. Zmartwiła mnie scena, w której miał podnieść człowieka i rzucić go na ziemię” – wspominał reżyser William Castle. Tego samego dnia wieczorem został wezwany do pokoju hotelowego Cobba. „Leżał na podłodze i ściskał klatkę piersiową, zwijając się z bólu. «Moja klatka», jęknął. «Zadzwoń do mojego ojca»”. Zamiast tego reżyser wezwał pogotowie. Problemy z sercem aktora były dopiero początkiem. Po dwóch tygodniach od wylotu Cobba do Los Angeles jasne było, że w najbliższym czasie nie będzie w stanie wrócić do pracy. W roli głównej zastąpił go Gene Barry.

#### Dwunastu gniewnych ludzi

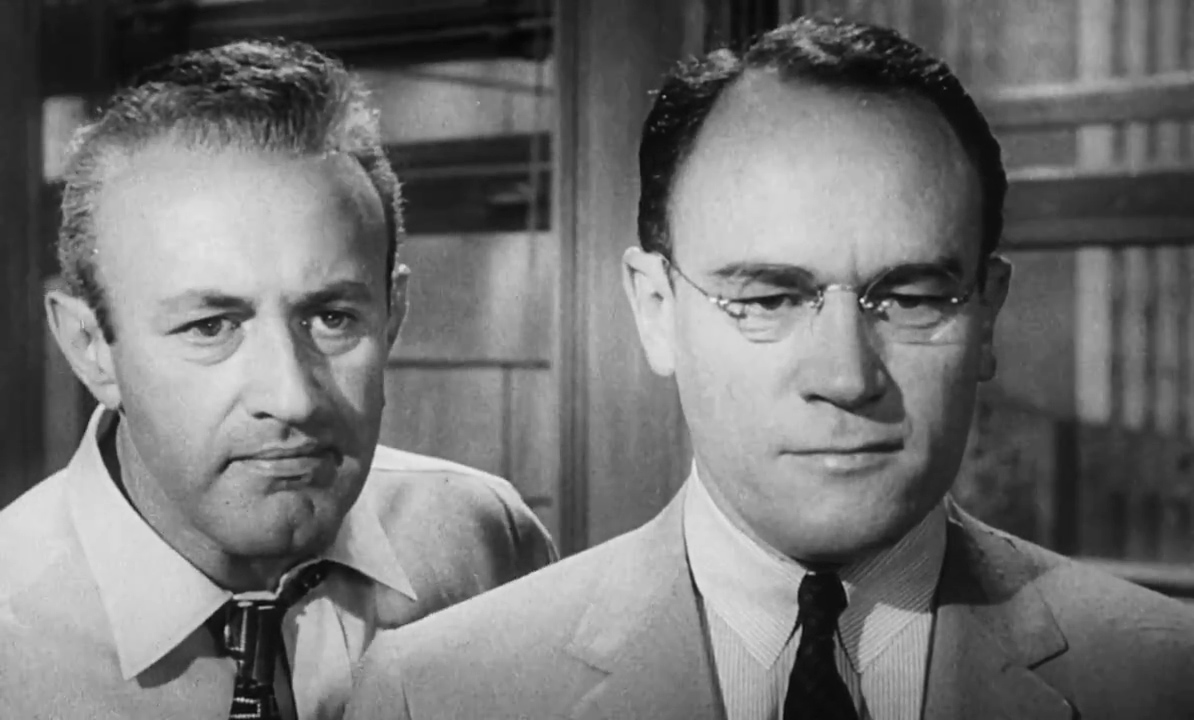
Cobb i E.G. Marshall w Dwunastu gniewnych ludziach (1957)

Po problemach zdrowotnych aktor wrócił na plan Człowieka w szarym garniturze (reż. Nunnally Johnson). Ze względu na niedawne problemy zdrowotne, w filmie zagrał głównie rolę siedzącą sędziego Bernsteina. W bazującym na powieści Sloana Wilsona obrazie w rolach głównych wystąpili: Gregory Peck, Jennifer Jones i Fredric March. Film otrzymał w większości pozytywne recenzje. Bosley Crowther określił go „dojrzałym, czułym i wzruszającym”, a grę Cobba ocenił pozytywnie. Chcąc wypełnić zobowiązanie, które jak uważał Cobb wciąż istniało, wobec producentów The Houston Story, zagrał w ich filmie kryminalnym Miami Exposé (reż. Fred F. Sears).
Bazujący na przedstawieniu telewizyjnym Reginalda Rose’a dramat sądowy 12 gniewnych ludzi umieszcza dwunastu nowojorskich przysięgłych w jednej sali, by zdecydowali o losie portorykańskiego nastolatka podejrzanego o morderstwo. U boku Lee zagrali uznani aktorzy jak: Henry Fonda, E.G. Marshall, Jack Warden, Ed Begley, Martin Balsam i Jack Klugman. Cobb, grający przysięgłego nr 3 (nazwiska bohaterów nie były ujawnione do ostatniej sceny), to awanturnik przyzwyczajony do dopinania swego, jest ostatnią osobą niepozwalającą na podjęcie jednogłośnej decyzji o uniewinnieniu chłopaka. „Jego kulminacyjna skrucha, gdy okazuje się, że w myślach prześladuje syna, z którym się poróżnił, tak jak podejrzanego o morderstwo, przywodzi na myśl sądową tyradę przeciwko Brando w Na nabrzeżach. W obu przypadkach jego postać stopniowo poddaje swój gniew na rzecz bezładnego, emocjonalnego wybuchu”. Za rolę przysięgłego w 1958 roku otrzymał nominację do Złotego Globu dla najlepszego aktora drugoplanowego (nagroda trafiła do Reda Buttonsa za Sayonarę).
W The Garment Jungle (reż. Robert Aldrich, Vincent Sherman) Cobb został obsadzony w roli nieugiętego, sprzeciwiającego się włączeniu do związku przemysłowca. Kolejnym filmem był dramat Trzy oblicza Ewy (reż. Nunnally Johnson). W roli głównej wystąpiła Joanne Woodward, zdobywczyni Oscara dla najlepszej aktorki pierwszoplanowej. Film zebrał dobre recenzje, a Cobb w roli psychiatry został oceniony pozytywnie. Przy trzech kolejnych produkcjach Cobb wrócił do pełni sił. Najbardziej rozrzutną z nich była adaptacja Braci Karamazow Fiodora Dostojewskiego w reżyserii Richarda Brooksa. Cobb jako patriarcha rodziny, ojciec czterech synów, nigdy wcześniej nie był tak rozrzutny jak lubieżny i diaboliczny Fiodor Karamazow, który porzucał picie i kobiety tylko po to, by się upewnić, że wciąż trzyma rękę na spuściźnie po martwych matkach jego synów. W tych rolach wystąpili Yul Brynner, Richard Basehart, William Shatner i Albert Salmi. Aktor po raz pierwszy od Hopalong Cassidy został namówiony do zagrania bez peruki. „Lee J. Cobb jako łysawy i brodaty ojciec jest monstrum pociesznych zbereźników, łapczywości i nieufności”, a jego postać jest „niezmiernie nikczemnym człowiekiem”, ocenia Crowther. Za tę rolę Cobb otrzymał swoją drugą nominację do Oscara za rolę drugoplanową. Sam film otrzymał mieszane recenzje.
Drugą okazją do współpracy Cobba z Reginaldem Rose’em, twórcą przedstawienia telewizyjnego Dwunastu gniewnych ludzi, był Człowiek z Zachodu (reż. Anthony Mann). W 1958 roku aktor wcielił się jeszcze w rolę króla chicagowskiego półświatka w dramacie Party Girl (reż. Nicholas Ray), grając u boku m.in. Roberta Taylora i Cyd Charisse. W kręconym głównie na kalifornijskiej pustyni The Trap (reż. Norman Panama) został zbiegłym gangsterem, któremu w ucieczce pomaga skorumpowany prawnik (Richard Widmark). Romans Zielone domostwa (reż. Mel Ferrer) powstawał w otoczeniu bujnej roślinności Wenezueli i Kolumbii. W będącym adaptacją powieści Williama Hudsona filmie aktor zagrał u boku Audrey Hepburn i Anthony’ego Perkinsa. Gra Cobba została negatywnie oceniona, m.in. przez „The New York Times” a sam film był finansową porażką. Za role na małym ekranie pod koniec lat 50. był dwukrotnie nominowany do nagrody Primetime Emmy; w 1958 roku za dramat No Deadly Medicine, a w 1960 za dramat Project Immortality.

### Lata 60.

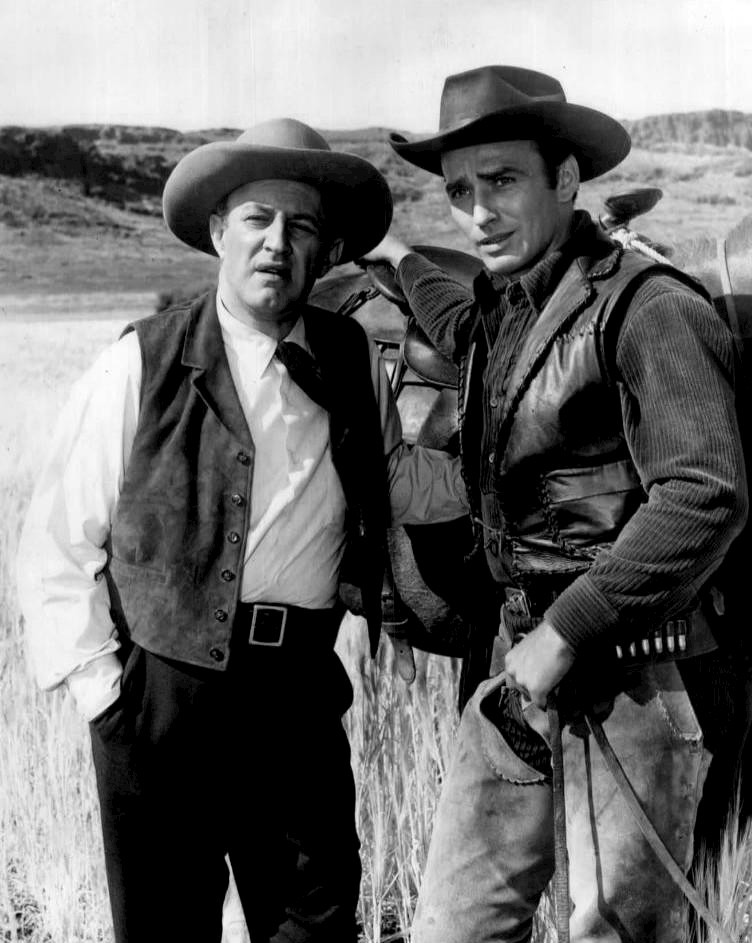
Cobb i James Drury w serialu telewizyjnym Wirgińczyk

#### Exodus
Exodus Otto Premingera z 1960 roku, będący adaptacją powieści Leona Urisa o tej samej nazwie, od samego począktu miał swoich krytyków. Z drugiej strony Cobb nigdy nie ukrywał swojego poparcia dla narodzin Izraela i jego pogardy dla antysemityzmu. Początkowo jednak nie był entuzjastycznie nastawiony do ekranizacji, jak i samej powieści. Co więcej, reżyserem filmu był Otto Preminger, którego reputacja despotycznego filmowca nie miała sobie wielu równych. Do wzięcia udziału w produkcji skłoniło Cobba wyrozumiałe podejście Premingera do produkcji filmu, co pozwoliło aktorowi poznać i zaspokoić ciekawość o nowym państwie. Dodatkowym bodźcem by zagrać konserwatywnego izraelskiego pioniera była niespotykana dotąd przez Cobba pensja w wysokości 95 tys. dolarów. Przy ujęciu, w którym Cobb przemawia do 40-tysięcznego tłumu statystów, doszło do najpoważniejszej sprzeczki między Premingerem a aktorem. Zdaniem reżysera Cobb nie potrafił zapamiętać tekstu. Według generalnego menedżera Martina Schute’a, „aktor znał swoją kwestię, ale nie wypowiadał jej w taki sposób, jakiego chciał od niego Otto”. Po zakończeniu wszystkich ujęć z Cobbem, Preminger natychmiast anulował rezerwację jego pokoju hotelowego w King David Hotel. Jeden z członków ekipy filmowej: „przed opuszczeniem Izraela przez Cobba cała ekipa filmowa uścisnęła mu rękę i podziękowała za to, że miał odwagę zrobić to, czego nikt inny nie zrobił”. Kiedykolwiek zapytany o Exodus Cobb odpowiadał: „«żydowski western», «kowboje i Indianie w Palestynie», albo «coś, co mogło być nakręcone w Arizonie równie łatwo jak w Izraelu»”.

#### The Virginian
Przez kilka kolejnych lat po Exodus, role filmowe zostały odsunięte na drugi plan, ponieważ jego kalendarz był zajęty przez jego pierwszy regularny serial telewizyjny, Wirgińczyk. „On nawet nie był Wirgińczykiem”, wspominał James Drury, odtwórca głównej roli. „Ja byłem. Ale to on dostawał 18 tysięcy na tydzień a ja tylko jeden. Czy narzekałem? W tamtym czasie narzekałem na wiele rzeczy, czasami nawet będąc trzeźwym”. Cobb nigdy nie ukrywał poczucia upadku przez granie w tym serialu telewizyjnym. Według jego syna Vincenta, „kiedy grał w The Virginian był zniesmaczony tym co robił oraz ogólnym kierunkiem, w którym zmierza przemysł”. Drury: „On naprawdę sądził, że ten show jest poniżej jego godności. Pamiętam jak mówił jednemu dziennikarzowi, że chciałby mieć więcej pieniędzy by kupić wszystkie odcinki i zamienić je w pazurki do banjo”. Roberta Shore, członkini obsady: „Pewnego razu zapytałam go wprost dlaczego to robił, czy tylko dla pieniędzy; nie wahał się odpowiedzieć, że tak. To było zabezpieczenie jego rodziny, a od czasu gdy miał problemy z sercem w przeszłości, nie mógł sobie pozwolić na pozostawienie ich bez ochrony”.

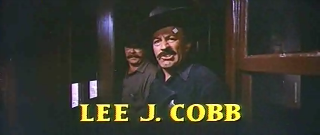
Cobb jako szeryf Lou Ramsey w Jak zdobywano Dziki Zachód (1962)

W rodzinnej sadze Jak zdobywano Dziki Zachód (reż. John Ford, Henry Hathaway i George Marshall) pokazującej historię powstania Dzikiego Zachodu, Cobb był jedną z wielu zatrudnionych gwiazd Hollywood. Obok niego w obsadzie filmu, który składał się z powiązanych ze sobą segmentów, znaleźli się między innymi: John Wayne, James Stewart, Gregory Peck, Henry Fonda, Debbie Reynolds i Richard Widmark. Narratorem został Spencer Tracy. Cobb wcielił się w rolę szeryfa Lou Ramseya w ostatnim segmencie sagi, opowiadającym o napadzie na pociąg. Razem z nim wystąpili m.in. Eli Wallach i George Peppard.
W latach 60. Cobb na wielkim ekranie wystąpił jeszcze kilkakrotnie, m.in. w: Czterech jeźdźcach Apokalipsy, Przyjdź i zadmij w róg z Frankiem Sinatrą, za który otrzymał swoją drugą i ostatnią nominację do Złotego Globu; w parodiach filmów o Jamesie Bondzie Flint – nasz człowiek i Nie ma jak Flint u boku Jamesa Coburna; Blefie Coogana z Clintem Eastwoodem; Dniu puszczyka i Złocie MacKenny. W 1966 roku wystąpił w telewizyjnej ekranizacji Śmierci komiwojażera. Za rolę Willa Lomana otrzymał swoją trzecią nominację do nagrody Primetime Emmy.

### Lata 70.

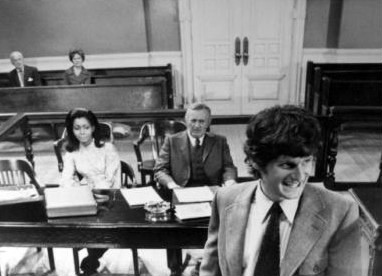
Judy Pace, Lee J. Cobb i Zalman King w The Young Lawyers (1970)

Trzy z kolejnych czterech filmów Cobba były westernami. Pierwszy z nich, Macho Callahan (reż. Bernard L. Kowalski), to brutalna opowieść o tytułowym bohaterze (David Janssen) osadzona w realiach wojny secesyjnej. Główny bohater stara się uciec z więzienia i zemścić się na Duffy’m, w którego wcielił się Cobb. Drugim obrazem był Szeryf z 1971 roku, western w reżyserii Michaela Winnera z Burtem Lancasterem, Robertem Ryanem i Lee J. Cobbem w rolach głównych. Lee zagrał właściciela ziemskiego, który po popełnieniu morderstwa jest poszukiwany przez lokalnego szeryfa, w którego wcielił się Lancaster. Ostatnim z westernów był Człowiek, który kochał Tańczącą Kotkę (reż. Richard Sarafian). Między produkcją Szeryfa i Człowieka, który kochał „Tańczącą Kotkę” Cobb wystąpił w Egzorcyście (reż. William Friedkin), najpopularniejszym filmie w swojej karierze.
Zaangażowanie Cobba w Egzorcystę było decyzją Williama Friedkina. Reżyser udał się do teatru w Los Angeles by obejrzeć aktora mającego otrzymać rolę policjanta, gdy jednak zauważył Cobba na widowni, zadecydował, że to będzie lepszy pomysł. Cobb wcielił się w rolę detektywa Williama F. Kindermana z wydziału zabójstw prowadzącego dochodzenie w sprawie śmierci mężczyzny. Sceny, w których udział bierze aktor, są najmniej histeryczne z całego filmu. Względna banalność celu Kindermana w połączeniu z tajemniczością otoczenia sprawia, że jest on najbardziej ludzką postacią w całym filmie. Egzorcysta, który przez wielu krytyków filmowych i widzów jest uważany za film kultowy, plasuje się wśród najbardziej dochodowych filmów w historii – wpływy ze sprzedaży biletów w Stanach Zjednoczonych po uwzględnieniu inflacji w 2017 roku wyniosły blisko 978 mln dol. Nie licząc Człowieka, który kochał „Tańczącą Kotkę”, był to ostatni z ważniejszych, amerykańskich filmów kinowych z udziałem Cobba. W latach 1970–71 zagrał w 24 odcinkach serialu The Young Lawyers emitowanego w stacji ABC. Aktor wcielił się w rolę uznanego bostońskiego prawnika Davida Barretta, który pomaga grupie młodych, idealistycznych prawników w prowadzeniu centrum pomocy prawnej (Zalman King i Judy Pace). Pod koniec kariery aktorskiej występował głównie we włoskich filmach klasy B.

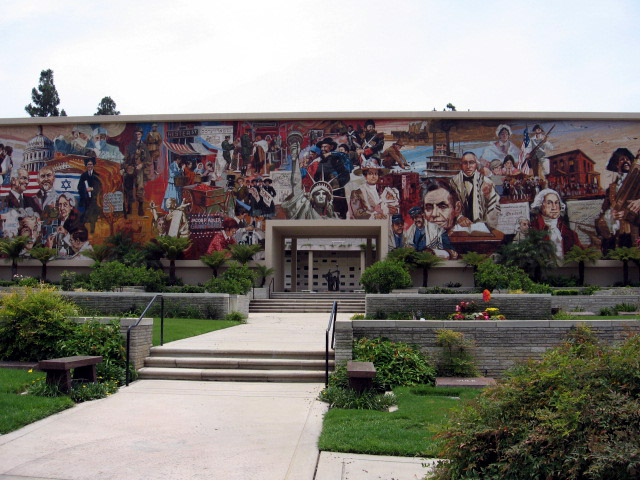
Mozaika na cmentarzu Mount Sinai Memorial Park

### Śmierć i pogrzeb
Lee J. Cobb odszedł późnym rankiem 11 lutego 1976 roku, w wieku 64 lat. Zmarł na atak serca, niespodziewanie i nagle, w trakcie rozmowy z żoną w swoim domu w Woodland Hills w Los Angeles. Pochowany został na cmentarzu Mount Sinai Memorial Park. W uroczystościach pogrzebowych wzięło udział około 30 osób. Największe gazety w kraju opublikowały obszerny nekrolog kładący akcent na role Willy’ego Lomana, Johnny’ego Friendly’ego i, co niewątpliwie zasmuciłoby Cobba, sędziego Gartha z The Virginian. Jego śmierć była przypominana opinii publicznej przez firmę ubezpieczeniową, która emitowała reklamę z udziałem aktora jeszcze przez kilka tygodni po jego śmierci.

## Życie prywatne
Cobb słynął z zamiłowania do szybkich i drogich samochodów. Znany był też z podróżowania do Indianapolis na wyścigi samochodowe. Według jego dzieci zawsze szukał czegoś, co go pobudzało, od Packardów przez Rovery i Volvo po Ferrari, Jaguary i BMW. Przez wiele lat uprawiał hazard – w okresie, gdy występował w serialu telewizyjnym The Virginian, dużą część zarobionych pieniędzy potrafił przegrać w kasynie. Według Drury’ego, tytułowego bohatera z The Virginian, Cobb przegrywał w karty 4 do 5 tys. dol. tygodniowo. Jerry, syn Cobba z drugiego małżeństwa: „Nigdy nie miał dość. Czasami wracaliśmy ze szkoły i widzieliśmy, że dużą część dnia spędził grając w remika ze swoim agentem Peterem Wittem. Peter miał taką samą obsesję jak ojciec. I tak, wyglądał jakby przegrał bardzo dużo. Ale to nie oznaczało, że przez jego hazard byliśmy na granicy ubóstwa. Nie byliśmy bogaci, ale żyło nam się dobrze. Tony i ja uczęszczaliśmy do prywatnych szkół. Ja wylądowałem na Brown University, który nigdy nie był tani”.

### Małżeństwo z Helen Beverley
Lee J. Cobb i Helen Beverley poznali się w Europie, przy okazji wystawiania sztuki Złoty chłopiec. Helen, również aktorka, była członkinią obsady promowanego w Europie filmu Grine Felder. W czasie długotrwałej rozłąki spowodowanej zobowiązaniami związanymi z pracą, para pisała do siebie namiętne listy, czasami codziennie. 6 lutego 1940 roku w Filadelfii wzięli ślub cywilny. Mieli dwójkę dzieci: syna Vincenta urodzonego 16 kwietnia 1943 roku oraz córkę Julie, która urodziła się 29 maja 1947 roku. Stosunki Lee z żoną zaczęły się pogarszać. Helen zaczęła zażywać duże ilości alkoholu. Według Julie, aktorka cierpiała na „błędnie zdiagnozowane i źle leczone zaburzenia lękowe co spowodowało przepisywanie nadmiernych ilości leków”. Zdaniem Vincenta złe diagnozy i nadużywanie leków to nie były wszystkie problemy Helen. Jej pobyt w sanatorium w 1952 roku był poprzedzony kilkakrotnymi wizytami w konwencjonalnym szpitalu, z zabiegami obejmującymi terapię elektrowstrząsową. „To było bardzo prymitywne w tamtych czasach, a możliwość przechodzenia przez kolejną rundę terapii przerażała ją i pogłębiała jej lęki. To, przez co tak naprawdę przechodziła, to były cykliczne depresje, które dzisiaj prawdopodobnie byłyby zdiagnozowane jako zaburzenia afektywne dwubiegunowe”. Helen wniosła pozew o rozwód będąc w sanatorium, przy jej pierwszej hospitalizacji. Lee go nie zakwestionował.

### Małżeństwo z Mary Hirsch
Lee J. Cobb i Mary Hirsch poznali się na krótko przed przyjęciem, którego organizatorem była ich wspólna znajoma, edytor muzyki Else Blangsted. Hirsch wówczas była w separacji z dotychczasowym mężem i miała pod opieką ich trzyletniego syna, Tima. Bliższą relację nawiązali przy okazji rehabilitacji Cobba po zawale serca, którego doznał podczas kręcenia  The Houston Story. „Pomagała mi dojść do siebie odwiedzając mnie w szpitalu prawie codziennie”, przyznał Cobb w wywiadzie dla „Los Angeles Examiner”. Po wyzdrowieniu Cobba para regularnie się spotykała. Do rozwodu między Hirsch a jej dotychczasowym mężem doszło na początku 1957 roku. Niedługo później, 27 czerwca tego samego roku, Cobb i Hirsch zawarli związek małżeński. Ich pierwszy syn, Tony, urodził się 24 marca 1960 roku. Jerry przyszedł na świat 7 września 1961 roku. Byli małżeństwem ponad 18 lat, aż do śmierci aktora.

## Filmografia
Wystąpił łącznie w 102 filmach i serialach telewizyjnych:

- The Vanishing Shadow (1934) jako brygadzista robót drogowych
- North of the Rio Grande (1937) jako Goodwin
- Rustlers' Valley (1937) jako Cal Howard
- Kalif Bagdadu (1937) jako rdzenny Arab
- Danger on the Air (1938) jako Tony Lisotti
- Złoty chłopiec (1939) jako pan Bonaparte
- This Thing Called Love (1940) jako Julio Diestro
- Paris Calling (1941) jako kapitan Schwabe
- Men of Boys Town (1941) jako Dave Morris
- Tonight We Raid Calais (1943) jako M. Bonnard
- Buckskin Frontier (1943) jako Jeptha Marr
- The Moon Is Down (1943) jako dr Albert Winter
- Pieśń o Bernadette (1943) jako dr Dozous
- Winged Victory (1944) jako doktor
- Anna i król Syjamu (1946) jako Kralahome
- Johnny O’Clock (1947) jako inspektor Koch
- Szpada Kastylii (1947) jako Juan Garcia
- Bumerang (1947) jako szef policji Harold F. „Robbie” Robinson
- The Miracle of the Bells (1948) jako Marcus Harris
- The Dark Past (1948) jako dr Andrew Collins
- The Luck of the Irish (1948) jako David C. Augur
- Dzwonić Northside 777 (1948) jako Brian Kelly
- Złodziejski trakt (1949) jako Mike Figlia
- The Man Who Cheated Himself (1950) jako porucznik Ed Cullen
- The Family Secret (1951) jako Howard Clark
- Sirocco (1951) jako płk. Feroud
- Somerset Maugham TV Theatre (serial TV, 1951) jako Charles Strickland
- Tales of Tomorrow (serial TV, 1951) jako Wayne Crowder
- Lights Out (serial TV, 1951) jako David Stevenson
- The Fighter (1952) jako Durango
- The Tall Texan (1953) jako kapitan Theodore Bess
- Goryl atakuje (1954) jako Garrison
- Yankee Pasha (1954) jako Sułtan
- Na nabrzeżach (1954) jako Johnny Friendly
- Day of Triumph (1954) jako Zadok
- The Ford Television Theatre (serial TV, 1954) jako Matt Erwin
- The Racers (1955) jako Maglio
- The Road to Denver (1955) jako Jim Donovan
- Lewa ręka Pana Boga (1955) jako Mieh Yang
- Lux Video Theatre (serial TV, 1955) jako Emil Zola
- Medic (serial TV, 1955) jako Henry Fisher
- Producers' Showcase (serial TV, 1955) jako Rubashev
- Miami Exposé (1956) jako porucznik Barton „Bart” Scott
- Człowiek w szarym garniturze (1956) jako sędzia Bernstein
- The Alcoa Hour (serial TV, 1956) jako Zocco
- Goodyear Television Playhouse (serial TV, 1956)
- Zane Grey Theater (2 odcinki serialu TV, 1956-1958) jako włóczęga Frank MacKinnon/kpt. Andrew Watling
- The Garment Jungle (1957) jako Walter Mitchell
- Trzy oblicza Ewy (1957) jako dr Curtis Luther
- Dwunastu gniewnych ludzi (1957) jako przysięgły nr 3
- Studio One (2 odcinki serialu TV, 1957) jako dr Joseph Pearson
- Playhouse 90 (2 odcinki serialu TV, 1957-1959) jako dr Lawrence Doner/Al Bengsten
- Party Girl (1958) jako Rico Angelo
- Bracia Karamazow (1958) jako Fiodor Karamazow, ojciec
- Człowiek z Zachodu (1958) jako Dock Tobin
- The Trap (1959) jako Victor Massonetti
- But Not for Me (1959) jako Jeremiah MacDonald
- Zielone domostwa (1959) jako Nuflo
- Westinghouse Desilu Playhouse (serial TV, 1959) jako El Jefe
- The DuPont Show of the Month (2 odcinki serialu TV, 1959−1960) jako Hochberg/Miguel de Cervantes/Don Kichot de la Mancha
- Exodus (1960) jako Barak Ben Canaan
- General Electric Theater (2 odcinki serialu TV, 1960–1962) jako Grayson Foxhall/Dominic Roma
- The DuPont Show with June Allyson (serial TV, 1961) jako kpt. Maximillian Gault
- Naked City (serial TV, 1961) jako Paul Delito
- Vincent Van Gogh: A Self-Portrait (film TV, 1961) jako Vincent Van Gogh
- Jak zdobywano Dziki Zachód (1962) jako szeryf Lou Ramsey
- Czterech jeźdźców Apokalipsy (1962) jako Julio Madariaga
- The Devil’s Children (1962) jako sędzia Henry Garth
- The Virginian (120 odcinków serialu TV, 1962–1966) jako sędzia Henry Garth
- Przyjdź i zadmij w róg (1963) jako Harry R. Baker
- Bob Hope Presents the Chrysler Theatre (serial TV, 1963) jako Ernie Wigman
- Flint – nasz człowiek (1966) jako Lloyd C. Cramden
- Death of a Salesman (film TV, 1966) jako Willy Loman
- Nie ma jak Flint (1967) jako Lloyd C. Cramden
- Las Vegas, 500 millones (1968) jako Steve Skorsky
- Dzień puszczyka (1968) jako Don Mariano
- Blef Coogana (1968) jako detektyw McElroy
- Złoto MacKenny (1969) jako Redaktor
- Macho Callahan (1970) jako Duffy
- Prawo gwałtu (1970) jako Oman Hedgepath
- To Confuse the Angel (film TV, 1970)
- The Young Lawyers (24 odcinki serialu TV, 1970–1971) jako David Barrett
- Szeryf (1971) jako Vincent Bronson
- Heat of Anger (film TV, 1972) jako Frank Galvin
- The Bull of the West (film TV, 1972) jako sędzia Henry Garth
- Policja przygląda się (1973) jako Jovine
- Człowiek, który kochał Tańczącą Kotkę (1973) jako Harvey Lapchance
- Egzorcysta (1973) jako detektyw William F. Kinderman
- Ultimatum (1973)
- Double Indemnity (film TV, 1973) jako Barton Keyes
- Szeryf McCloud (serial TV, 1973) jako Alexander Montello
- Il venditore di palloncini (1974) jako Ventanni/Twenty Years
- Dr. Max (film TV, 1974) jako Maxwell „Max” Gordon
- Trapped Beneath the Sea (film TV, 1974) jako Victor Bateman
- The Great Ice Rip-Off (film TV, 1974) jako Willy Calso
- Gunsmoke (serial TV, 1974) jako płk. Josiah Johnson
- Mark il poliziotto (1975) jako Benzi
- Mark il poliziotto spara per primo (1975) jako Benzi
- Łut szczęścia (1975) jako Henry Steedman
- La Legge violenta della squadra anticrimine (1976) jako Dante Ragusa
- Gli amici di Nick Hezard (1976) jako Robert Clark
- Korzenie mafii (mini-serial TV, 1976) jako Bartolomeo Gramignano

## Nagrody i nominacje
Opracowano na podstawie materiału źródłowego:
| Rok  | Nagroda                   | Kategoria                                                             | Nominacja za                                     | Wynik      |
| ---- | ------------------------- | --------------------------------------------------------------------- | ------------------------------------------------ | ---------- |
| 1955 | Nagroda Akademii Filmowej | Najlepszy aktor drugoplanowy                                          | Na nabrzeżach                                    | Nominacja  |
| 1959 | Nagroda Akademii Filmowej | Najlepszy aktor drugoplanowy                                          | Bracia Karamazow                                 | Nominacja  |
| 1958 | Złoty Glob                | Najlepszy aktor drugoplanowy                                          | Dwunastu gniewnych ludzi                         | Nominacja  |
| 1964 | Złoty Glob                | Najlepszy aktor drugoplanowy                                          | Przyjdź i zadmij w róg                           | Nominacja  |
| 1958 | Primetime Emmy            | Najlepszy pojedynczy występ aktora (rola pierwszo- lub drugoplanowa)  | odcinek No Deadly Medicine serialu Studio One    | Nominacja  |
| 1960 | Primetime Emmy            | Najlepszy pojedynczy występ aktora (rola pierwszo- lub drugoplanowa)  | odcinek Project Immortality serialu Playhouse 90 | Nominacja  |
| 1967 | Primetime Emmy            | Najlepszy pojedynczy występ aktora w roli pierwszoplanowej w dramacie | Death of a Salesman                              | Nominacja  |
| 1966 | Western Heritage Awards   | Najlepszy fikcyjny dramat telewizyjny                                 | Wirgińczyk                                       | Wygrana    |
| 1958 | Laurel Awards             | Najlepszy męski występ dramatyczny                                    | Bracia Karamazow                                 | 3. miejsce |
| 1961 | Laurel Awards             | Najlepszy męski występ drugoplanowy                                   | Exodus                                           | Nominacja  |
| 1964 | Laurel Awards             | Najlepszy męski występ drugoplanowy                                   | Przyjdź i zadmij w róg                           | 3. miejsce |